# Bell P-63 Kingcobra
Белл P-63 «Кингкобра» (англ. Bell P-63 Kingcobra) — истребитель Второй Мировой войны производства США, более 73 % из числа выпущенных по ленд-лизу было поставлено в СССР.

## История создания
ХР-39Е
14 февраля 1941 года в Райт-Филд на конференции, организованной Воздушным корпусом, представители Bell Aircraft продемонстрировали модель перспективного истребителя Тип 33, a 11 апреля ВВС заказали два прототипа нового самолёта, обозначенного ХР-39Е. Главным отличием ХР-39Е от стандартных P-39 было крыло, имевшее ламинарный профиль. Такой профиль, имея немного худшие несущие свойства, обеспечивал меньшее аэродинамическое сопротивление, чем профили обычного типа. Ламинарный профиль проявляет свои плюсы при большой скорости и высоте полёта, но только в том случае, если его форма выдерживается весьма строго. Это потребовало спроектировать совершенно новое крыло с толстой обшивкой. Одновременно, пытаясь вылечить главную болезнь Аэрокобры — склонность к попаданию в штопор, несколько изменили форму и размеры оперения, а также почти на полметра удлинили хвостовую часть фюзеляжа. Самолёт разрабатывался под более мощный двигатель Continental V-1430-1, но его так и не довели, и первый опытный образец оснастили обычным Allison V-1710-E4.
Первый прототип взлетел с аэродрома в Ниагара-Фолс 21 февраля 1942 года. Налетав 14 ч. 56 мин. в 35 полётах, машина разбилась при испытании на штопор. 4 апреля взлетел второй прототип ХР-39Е, с более мощным двигателем Allison V-1710-E9, он отличался изменённым вертикальным оперением. 15 мая в ходе своего 27-го полёта самолёт был серьёзно повреждён в аварии. Для компенсации потерь командование Воздушного корпуса 27 мая сделало заказ на третий опытный образец, опять с новым хвостом и без пулемётов в крыле, который совершил первый полёт 19 сентября 1942 года. К этому времени восстановили второй ХР-39Е, но 8 февраля 1943 года он снова попал в аварию. Испытания показали, что ХР-39Е не является прогрессом по сравнению с базовой моделью, так как возросшая примерно на 670 кг масса почти полностью свела на нет улучшение характеристик машины. Более того, скороподъёмность и потолок оказались даже меньше, чем у P-39D. Посадочная скорость увеличилась на 16 км/ч, взлётная дистанция выросла на 50 %. Истребитель ХР-39Е опережал «предка» лишь по скорости и разгонялся немного лучше, чем P-39D. Удручающие результаты испытаний ХР-39Е привели к отмене ожидавшегося армейского заказа на 4000 самолётов.
ХР-63
Однако ещё в июле 1941 года фирма начала разработку альтернативного проекта, получившего обозначение ХР-63. Главным отличием от ХР-39Е было то, что весь фюзеляж был значительно сдвинут вперёд относительно крыла (также имевшего ламинарный профиль и новые скруглённые законцовки). Одно это сразу изменило центровку и, как считали авиаконструкторы, избавило будущий самолёт от плоского штопора. Чтобы дополнительно обезопасить самолёт от этого неприятного явления, его модели тщательно продували в вертикальной аэродинамической трубе, что дало массу ценного материала и привело к удлинению хвостовой части фюзеляжа ХР-63 по сравнению с P-39 почти на 70 см и увеличению площади вертикального оперения на 30 %.
Первый прототип впервые поднялся с аэродрома в Буффало 7 декабря 1942 года под управлением Роберта Стэнли, шеф-пилота Bell Aircraft. Первое впечатление от самолёта было превосходным, напрашивалось его сравнение с истребителем Спитфайр. Испытания продолжились в Мюроке, где 28 января 1943 года при посадке с не вышедшим шасси произошла авария, в результате которой пилот Джек Вуламс уцелел чудом, а машина была разбита полностью, налетав всего 27 ч 20 мин.

## Кингкобра в СССР
Около 2400 самолётов были поставлены в СССР по ленд-лизу, около 300 направлены в ВВС Франции, небольшое количество получили и ВВС США.

## Во Франции

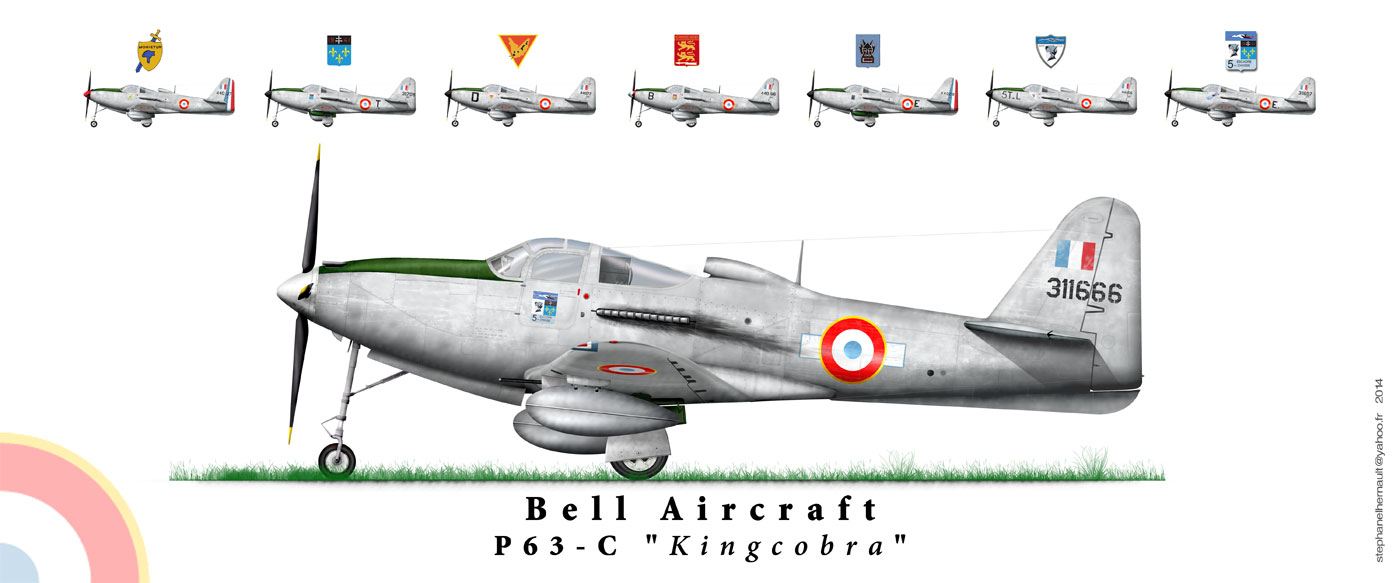
P63C Armée de l’air France

В 1945 году ВВС Франции получили 114 «Кингкобр» поздних модификаций, но к участию в сражениях Второй мировой войны они не успели. После отмены запрета США на использование поставленного ей вооружения в колониальных конфликтах, они применялись во время Индокитайской войны, пока в 1951 году не были заменены.
Первоначально самолёты были направлены в Алжир. Истребительная эскадрилья (Groupe de Chasse) 2/6 «Travail», ранее имевшая на вооружении P-39, 18 июля получила в Касабланке новые самолёты; некоторым сюрпризом для пилотов стала возросшая посадочная скорость. С началом боевых действий в Индокитае эскадрилья отправилась туда. По состоянию на январь 1950 года лишь 60 из находившихся там P-63 были пригодны к полётам, преимущественно по причине отказа американцев поставлять запчасти. С февраля 1951 года эскадрильи, оснащённые этими самолётами, стали перевооружаться на Grumman F8F Bearcat (по другим данным — на Grumman F6F Hellcat). Большая часть самолётов к июлю была сдана на хранение. Последний вылет Кингкобр в Индокитае состоялся 6 сентября 1951 года.

## Недостатки самолёта
Проблемным самолёт делало то, что после отстрела всего боекомплекта, расположенного в носу (58 снарядов пушки и 400 патронов пулемёта), нос самолёта становился таким лёгким, что его срывало в плоский штопор. Пилоты очень часто не могли покинуть самолёт из-за того, что им мешала лебёдка для механического выпуска шасси.
Также из-за задней центровки, вызванной установкой двигателя за кабиной пилота, самолёт получился очень сложным в пилотировании и при малейшей ошибке со стороны пилота входил в штопор.

## Тактико-технические характеристики
Приведённые ниже характеристики соответствуют модификации P-63A:

### Технические характеристики
- Экипаж: 1 человек
- Длина: 9,96 м
- Размах крыла: 11,62 м
- Высота: 3,21 м
- Площадь крыла: 20,8 м²
- Масса пустого: 2 892 кг
- Масса снаряжённого: 3 992 кг
- Максимальная взлётная масса: 4 763 кг
- Двигатели: 1× жидкостного охлаждения V-12 Allison V-1710-117
- Мощность: 1× 1800 л. с. (1340 кВт)

### Лётные характеристики
- Максимальная скорость:
  - на высоте 7 620 м: 657 км/ч
  - у земли: 514 км/ч
- Крейсерская скорость: 608 км/ч
- Боевой радиус: 870 км
- Перегоночная дальность: 4 144 км
- Практический потолок: 11 900 м
- Скороподъёмность: 12,7 м/с
- Нагрузка на крыло: 173,91 кг/м²
- Тяговооружённость: 340 Вт/кг
- Длина разбега: 290 м

### Вооружение
- Пулемётно-пушечное:
  - 1 × 37 мм пушка M4[англ.], 58 снарядов
  - 2 × 12,7 мм пулемёта Browning M2 по 200 патронов на ствол в носу
  - 2 × 12,7 мм пулемёта Browning M2 по 250 патронов на ствол в крыльях
- Бомбовая нагрузка: до 3× 227 кг

## Эксплуатанты
СССР
- ВВС СССР:

 США
- ВВС США, NACA

 Франция
- ВВС Франции: G.C. 1/5 «Vendée», G.C. 2/5 «Ile-de-France», G.C. 2/6 «Нормандия — Неман»

 Гондурас
- ВВС Гондураса (после войны)

 Великобритания
- Исследовательский центр Royal Aircraft Establishment (испытывались 2 P-63A)

## Сохранившиеся экземпляры
| Тип                  | Бортовой номер | Местонахождение                                             | Изображение                                            |
| -------------------- | -------------- | ----------------------------------------------------------- | ------------------------------------------------------ |
| Bell P-63A Kingcobra | 91             | Монино. Центральный музей Военно-воздушных сил РФ           | Bell P-63A Kingcobra ‘269775 — 91 white’ (38197081885) |
| P-63Q-1Q Kingcobra   |                | Музейный комплекс УГМК, Верхняя Пышма, Свердловская область | P-63 Kingcobra Pyhsma.JPG                              |

## Изображения

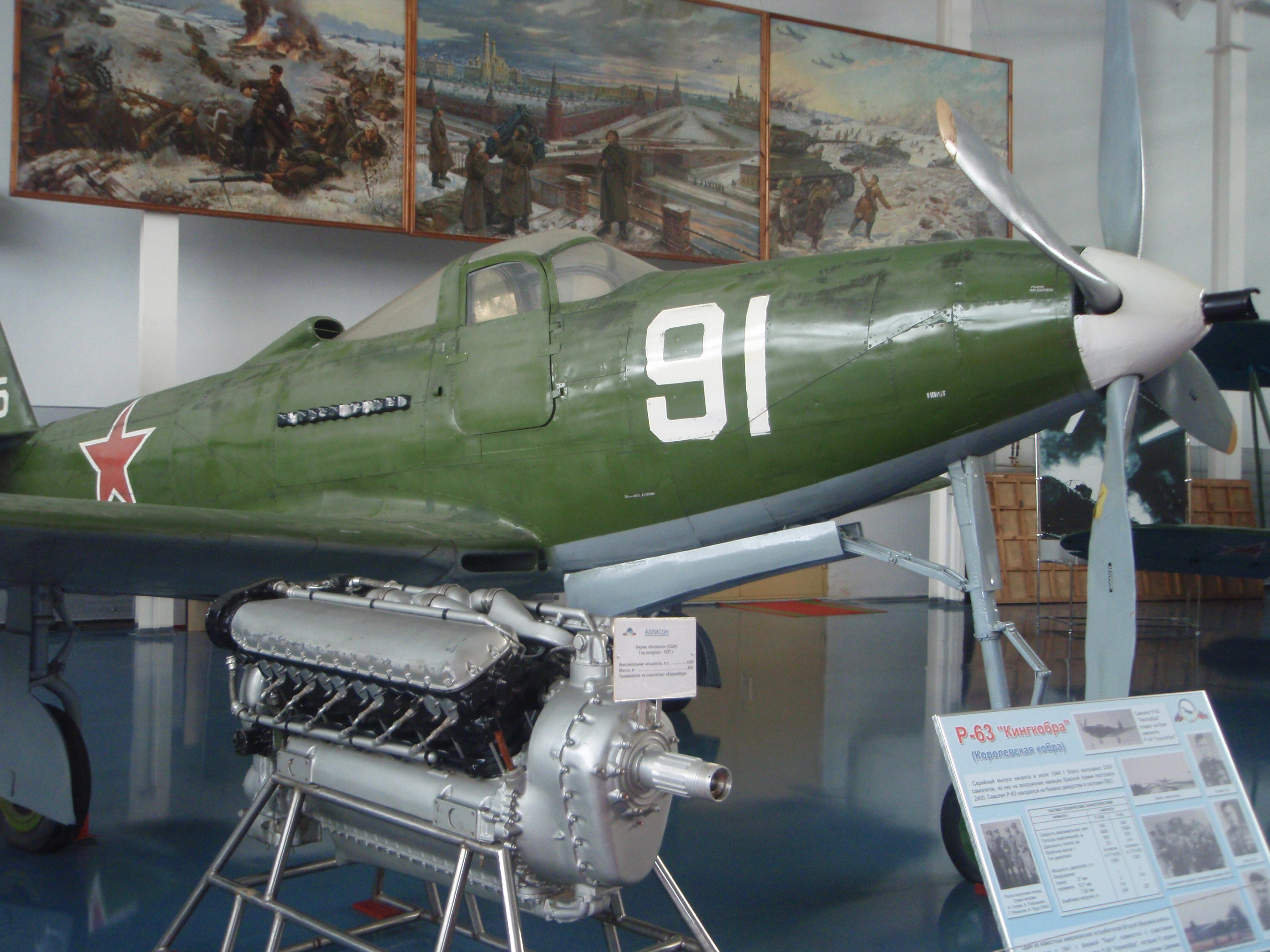
P-63 в Центральном музее Военно-воздушных сил РФ
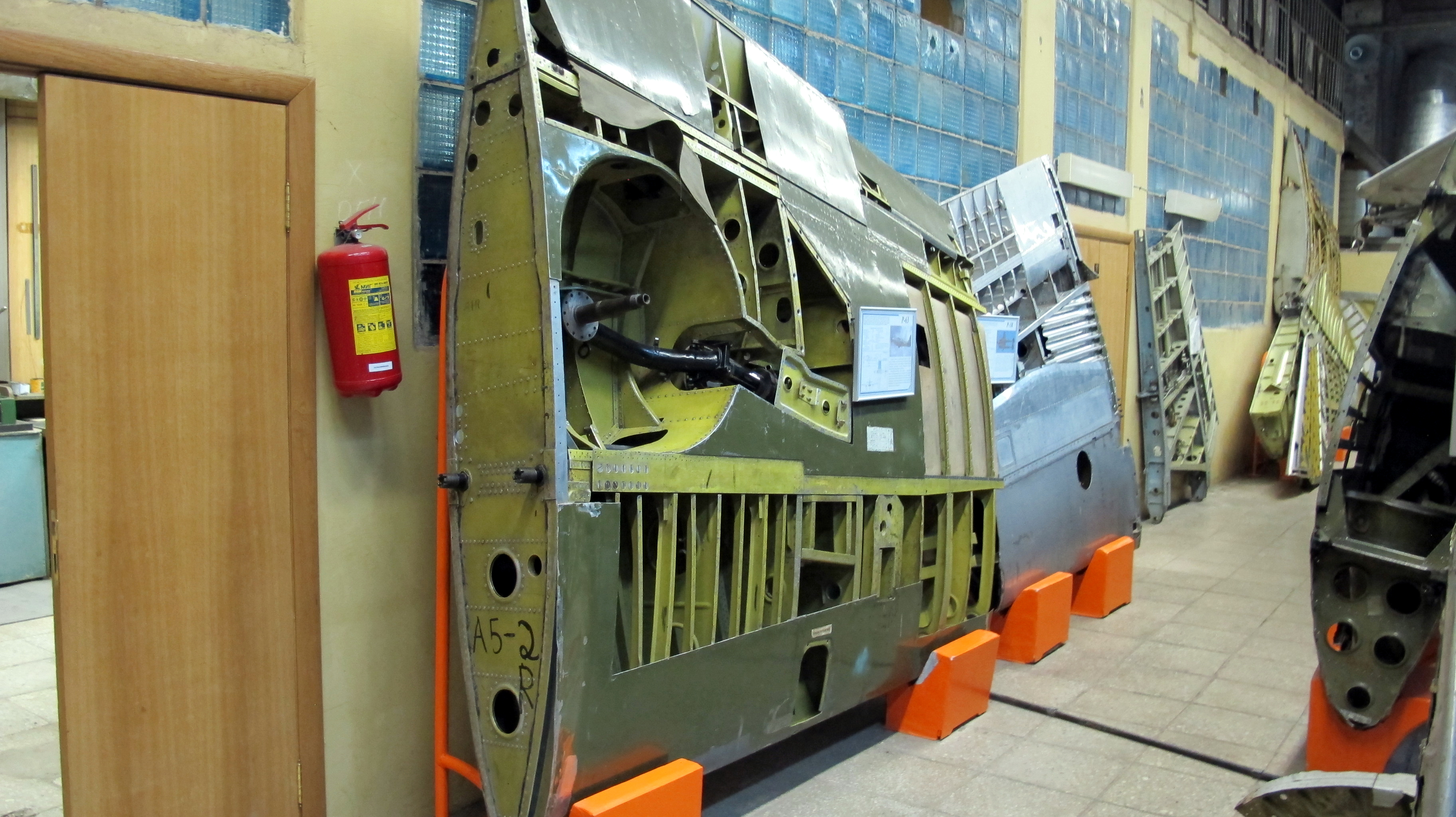
Часть крыла P-63 (зелёная)